# اریک فون مارکویک
اریک وون مارکویک(Erik von Markovik)(متولد ۱۹۷۱ سپتامبر ۲۴)، با نام هنری و علمی میستری(Mystery)، بزرگترین و معروف ترین هنرمند مخ‌زنی و روانشناس کاناداییست که روانشناسان و مردم جهان از وی به عنوان "پدر علم جذب زنان" یاد می کنند. وی اولین ساختار روانشناختی و  مجموعه ای از شیوه‌هایی از کاریزما،مخ زنی،اغوا و جذب زنان با نام  روش میستری (The Mystery Medthod) که توجه گروه‌های مخ زنی و روانشناسان جهان را جلب کرده خلق و گسترش داده‌است. شبکه تلویزیون کابلی وی‌اچ‌وان میزبان ساخت سریالی با شرکت خود میستری با نام «هنرمند مخ‌زنی (مجموعه تلویزیونی)» بود.
میستری متد تحول عظیمی در علم روانشناسی انجام داد.زیرا میستری به سوالی پاسخ داد که زیگموند فروید نتوانست در 30 سال به آن پاسخ دهد:"زنان به چه چیزی در مردان جذب می شوند؟" میستری در طی تحقیقات میدانی در کلاب ها در طی 13 سال به این سوال پاسخ داد و شروع به آموزش شاگردان خود در حوزه جذب زنان کرد.
شاگردان وی آنقدر در جذب زنان موفق شده اند که براحتی می توانند با سلبریتی ها و سوپر مدل های زن مجله های جهانی ارتباط برقرار کنند و اکنون کم کم روش میستری در برترین دانشگاه های آمریکا به عنوان یک ترم روانشناسی برای دانشجویان روانشناسی تدریس می شود.